# Cal Cirera
|  | Per a altres significats, vegeu «Cal Cirera (Casserres)». |

Cal Cirera és una casa al nucli de Borredà (Berguedà) inclosa en l'Inventari del Patrimoni Arquitectònic de Catalunya. Habitatge unifamiliar entre mitgeres estructurat en dos cossos perpendiculars que tanquen la plaça del padró vers el carrer de la font. S'organitza en planta baixa i dos pisos superiors amb coberta de teula àrab. El parament és de pedres petites irregulars unides amb morter. Els marcs de les obertures, totes allindanades, en canvi, són carreus de grans dimensions i ben escairats deixats a la vista.
Cal Cirera es construí a finals del s. XVIII i les obres s'allargaren al s. XIX; l'any 1855 es reformà la façana on hi figura inscrit a la llinda de la porta principal. Aquest any i el nom del mestre d'obres, Josep Cirea Camprubí, feta reconstruir el 1855 per P. Riba de Vilatorta. Els Cirera eren propietaris de la masia del mateix nom, situada dins del terme parroquial de Sant Sebastià de Rotgers. Al s. XVIII s'hi instal·laren definitivament a la vila de Borredà construint la casa a la plaça del padró.